# Barbara Esser (Inlineskaterin)
Barbara Esser (* 1. April 1953 in Stuttgart) ist eine deutsche Inlineskaterin.
Barbara Esser wohnt in Kleinhau, Kreis Düren, NRW.  Vorher wohnte sie in Köln. Sie hat zwei Kinder.
Die Diplom-Sportlehrerin begann erst 2003 mit dem Inlineskaten, da sie auf Grund von Fußgelenksproblemen nicht am Köln-Marathon teilnehmen konnte. Seit dieser Zeit läuft sie bei vielen Veranstaltungen mit, und zwar in der Klasse „60 Plus“. Sie startet für die Speedskater Euskirchen.

## Erfolge (Auswahl)
- Sieg bei der Deutschen Meisterschaft im Halbmarathon in Hattingen 2014[1]
- Weltmeisterin im Marathon bei den World Masters in Dijon 2014[2]
- Europameisterin in Geisingen im August 2014[3]

Weltmeisterin 2015 (Marathondistanz) bei den World Masters in Dijon  
Deutsche Meisterin (Marathondistanz AK 55) 2015 in Duisburg